# Вторжение французов в Гонолулу
Вторжение французов в Гонолулу (фр. Invasion française d'Honolulu) или Разорение Гонолулу — вооружённый конфликт, произошедший в период с 25 августа по 5 сентября 1849 года между Францией и Королевством Гавайи.

## Предыстория
В начале XIX века влияние Франции на Гавайских островах начало ослабевать. К концу 1820-х годов протестантские проповедники смогли убедить гавайскую королеву-регента Каауману объявить незаконным католицизм и изгнать с островов католических священников (французов по национальности). Это вызвало недовольство Франции, направившей в 1839 году на Гавайи фрегат «L’Artémise» под руководством капитана Сирила Лапласа. Лаплас вынудил короля Камеамеа III подписать указ о свободе вероисповедания, а также установить льготные пошлины на импорт французских продуктов и спиртных напитков.
12 августа 1849 года французский адмирал Луи де Тромелен прибыл в гавань Гонолулу. Под его командованием находились корвет «Gassendi» и фрегат «La Poursuivante». Во время встречи с французским консулом в королевстве Гавайи Патрисом Диллоном Луи де Тромелен узнал о возобновлении преследования католиков и повышении пошлин на французские товары. 22 августа 1849 года возмущенный намерением миссионеров Американского совета уполномоченных по делам иностранных миссий прекратить распространение католицизма на Гавайских островах и действиями гавайских властей по отношению к французским торговым представителям, Тромелен выдвинул 10 требований королю Камеамеа III, которые должны были быть выполнены в течение трех дней.

### Список требований
1. Соблюдение договора от 26 марта 1846 года[4].
2. Снижение пошлины на французский коньяк до пятидесяти процентов Ad valorem.
3. Подчинение католических школ руководству главы французской миссии и специальных инспекторам, а не протестантам, и строгое соблюдение ими обрядов богослужения в их школах.
4. Использование французского языка во всех деловых отношениях между гражданами Франции и правительством королевства Гавайи.
5. Снятие пошлины, в результате которого пострадали французские китобойные суда, закупавшие на Гавайских островах спиртные напитки, а также отмена постановления, в соответствии с которым французские суда для торговли алкоголем обязаны были платить таможенным служащим, находившимся на борту кораблей и следившим за их погрузкой и разгрузкой.
6. Возврат всех сборов, которые были получены в силу правила, отмена которого требовалась в пятой статье.
7. Компенсация штрафа в размере двадцати пяти долларов, уплаченного французским китобойным судном «General Teste», кроме того возмещение ущерба в шестьдесят долларов за время, которое судно было задержано в порту.
8. Наказание некоторых школьников, чье нечестивое поведение в церкви вызвало жалобу.
9. Отстранение губернатора Гавайев Джорджа Лютера Капеау[англ.] за то, что он санкционировал арест католического священника сотрудниками местной полиции, а также возмещение за счет губернатора ущерба этому миссионеру.
10. Компенсация французу, хозяину гостиницы за нанесение повреждений совершенных в гостинице моряками корабля HMS Amphitrite[3].

## История
Так как требования ультиматума не были выполнены, 25 августа 140 французских морских пехотинцев на лодках с лестницами высадились на острове Оаху. Гарнизон форта Гонолулу был эвакуирован ещё до момента высадки французов. Правительство приказало населению острова не оказывать сопротивление захватчикам. Морские пехотинцы заняли форт и уничтожили оружие и боеприпасы находившиеся в нём, в том числе и береговую артиллерию. После этого они совершили набег и разграбление города Гонолулу, в результате чего был нанесен ущерб в размере 100 000 долларов. Также была конфискована королевская яхта Камехамеха, отправленная на Таити. После набега французы вернулись в форт и заняли там оборону. 30 августа гавайцы имитировали нападение на форт. После этого французы усилили свою охрану и увеличили патрули. Правительство Королевства Гавайи обратилось к США и Великобритании с просьбой повлиять на Францию для разрешения этого конфликта. 5 сентября морская пехота погрузилась на корабли и французы покинули Гавайи.

## Последствия
Для расследования и урегулирования инцидента 11 сентября 1849 года советник короля Камеамеа III Геррит Пармеле Джадд выехал в Париж.
Сначала французское правительство осудило нападение на Гонолулу, но с учётом показаний Тромелина и Диллона, пересмотрело этот инцидент как оправданное действие и отказалось компенсировать ущерб нанесенный в ходе этого нападения.